# Canal de la Somme
Le canal de la Somme, dans les départements de l'Aisne et de la Somme, en région Hauts-de-France, relie le canal de Saint-Quentin à la Manche.

## Historique
En 1777, à la suite de l'obstruction d'un bras de la Somme à Saint-Valery-sur-Somme, les autorités envisagent la réalisation d'un canal maritime entre Abbeville et l’estuaire, à Saint-Valery. En 1785, un arrêt du conseil du roi Louis XVI ordonne l'exécution du canal de la Somme. Ce canal, alors appelé « canal du duc d'Angoulême », doit relier la Somme au canal de Saint-Quentin. Les travaux commencent en 1786 mais doivent être interrompus dès 1793 devant les difficultés techniques (impossibilité de fonder les écluses dans le lit d'alluvions) et surtout la réaction des propriétaires des Bas-Champs, éleveurs de bétail de prés salés. Les travaux ne reprennent que sur ordre de Bonaparte en 1802, qui envisage de faire de Saint-Valery-sur-Somme un port de guerre ; ils se poursuivent en 1810 avec emploi de prisonniers de guerre espagnols aux travaux de terrassement. 
Sous la Restauration, la concession est attribuée en 1822 par décret au banquier Pierre-Urbain Sartoris († 1833), qui envisage le doublement de la rivière par un canal maritime jusqu'à Saint-Valery-sur-Somme.
En 1827, Charles X inaugure lui-même le canal de la Somme qui sera achevé, tel que nous le connaissons aujourd’hui.
Un tronçon de 20 km de Voyennes à Péronne a été élargi et mis à un gabarit supérieur permettant le passage des péniches de 900 tonnes pour être intégré dans le canal du Nord ouvert en 1965.
En raison d'un envasement croissant, le canal n'est plus navigable de Saint-Simon à Offoy, depuis 2000 pour la navigation de commerce et 2004 pour tout bateau.
La liaison avec le canal du Nord devient alors le seul débouché pour les péniches. Dans les années 1960, 300 000 tonnes de marchandises transitaient encore par le canal de la Somme: betteraves acheminées vers les sucreries, céréales, engrais, charbon, etc. Depuis, le trafic marchand n’a cessé de décroître, laissant place aux bateaux des plaisanciers.

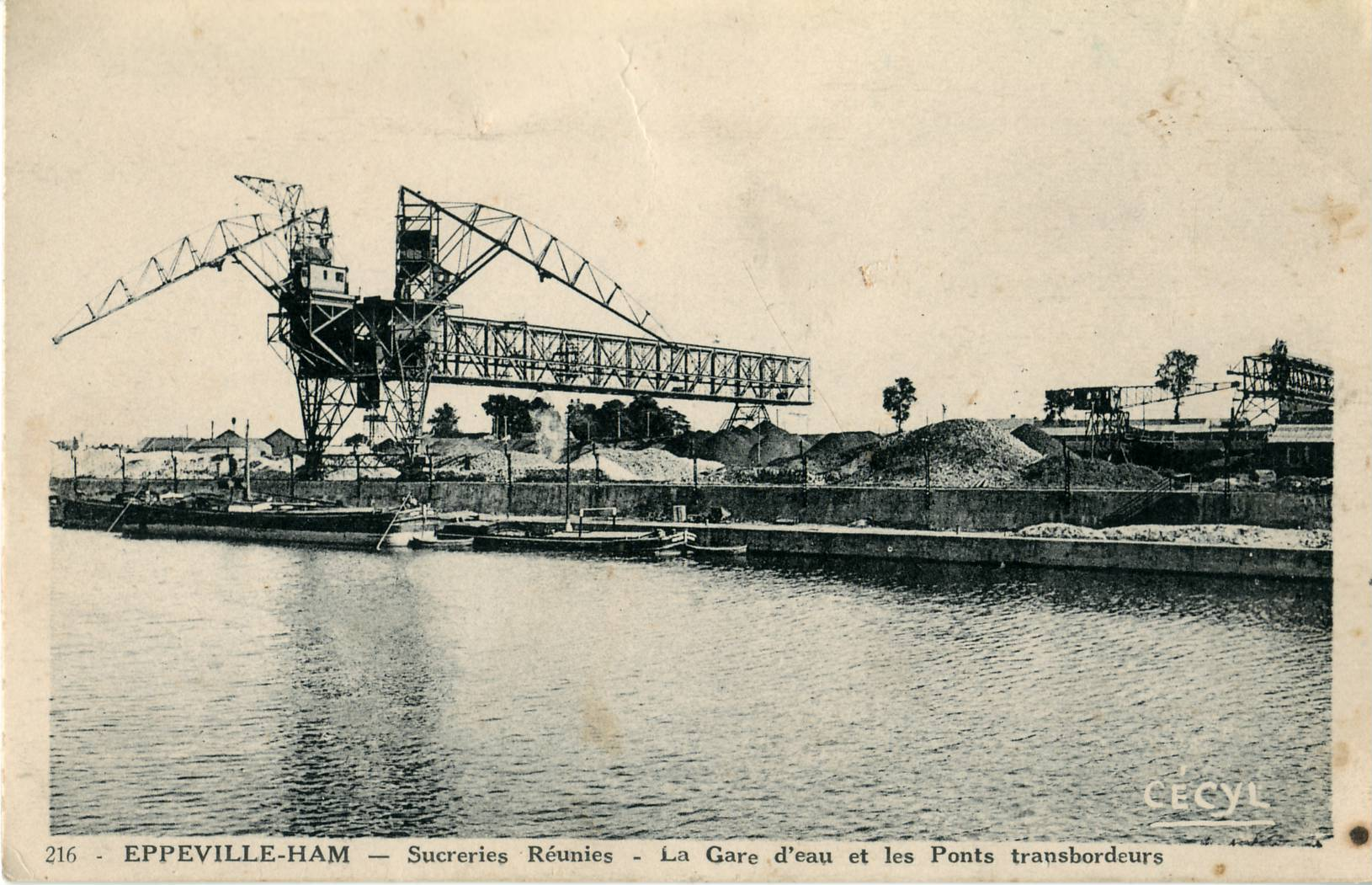
Les installations portuaires d'Eppeville - Ham étaient notamment utilisées par l'importante sucrerie du lieu.

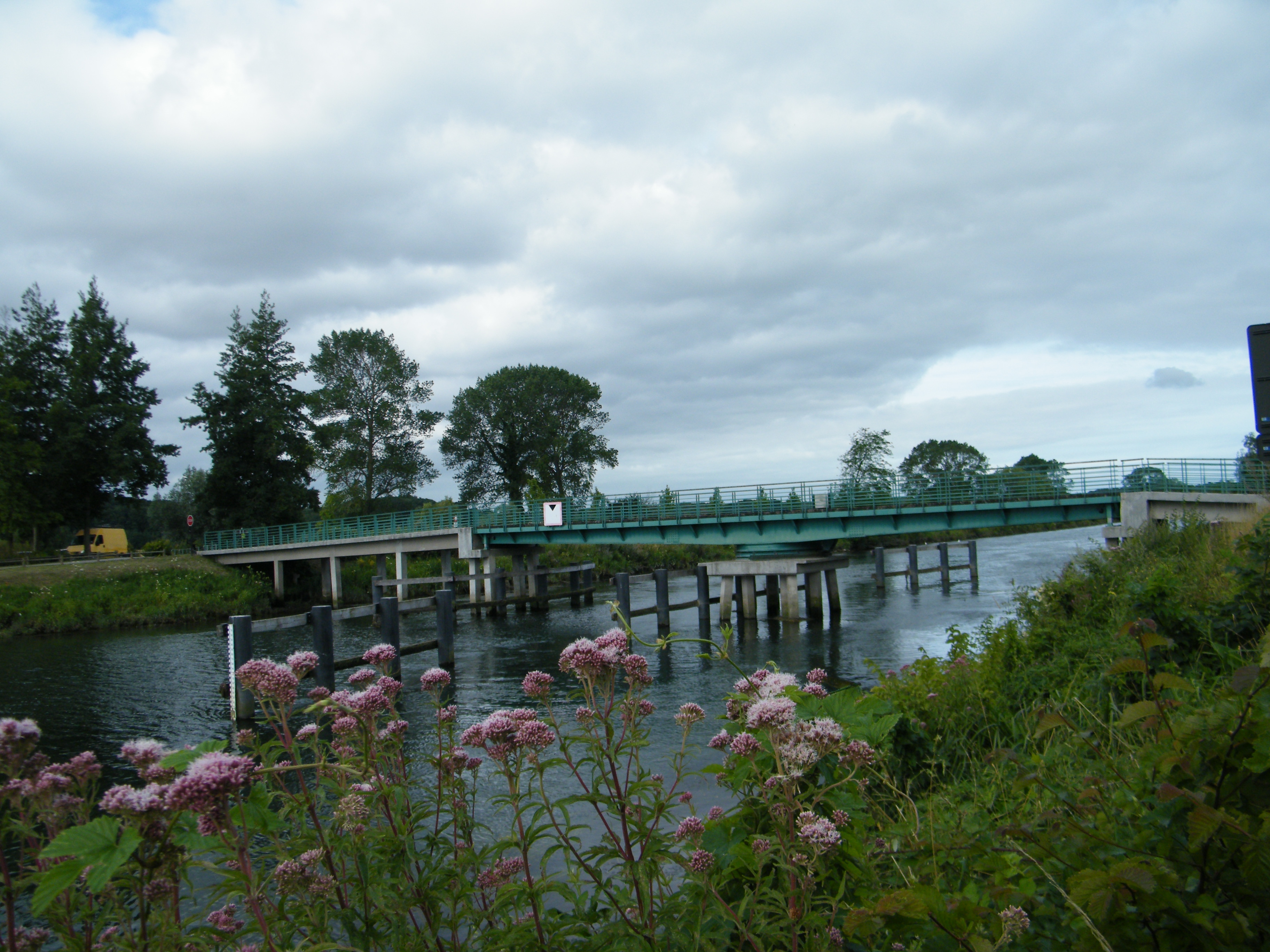
Pont tournant sur le canal, à Saigneville.

## Caractéristiques
- Type de voie d'eau : canal latéral et partiellement rivière canalisée
- relie le canal de Saint-Quentin à la Manche
- Origine : Saint-Simon (Aisne) à la cote 66 m
- Extrémité : Saint-Valery-sur-Somme cote 0 m
- Longueur: 163,8 km[5]
- Nombre d'écluses : 26[6], Saint-Simon, Ham (2), Offoy, Épénancourt, Péronne, Sormont, Frise (2), Cappy, Froissy (La Neuville-lès-Bray), Méricourt-sur-Somme, Sailly-Laurette, Corbie, Daours, Lamotte-Brebière, Amiens (2), Ailly-sur-Somme, Picquigny, La Breilloire, Long, Pont-Remy, Abbeville, Saint-Valery-sur-Somme (2).
- Gabarit : la partie de Voyennes à Péronne, section empruntée par le canal du Nord a été modernisée à partir de 1960 (mise au gabarit du canal du Nord) et ouverte en 1965.

Le chemin de halage aménagé par le département en voie verte dans sa plus grande partie, pour les piétons et les cyclistes, est devenu la véloroute de la vallée de la Somme.